# 塩谷優 (レスリング)
塩谷 優（しおたに ゆう、2001年10月27日 - ）は、日本の男子グレコローマンレスリング選手。東京都出身。階級は55g級。

## 来歴
ゴールドキッズでレスリングを始めた。小学校2年の時から全国少年少女レスリング選手権大会で5連覇を達成した。日本工大駒場中学3年の時に全国中学選抜選手権のフリースタイル53kg級で3位になると、世界カデット選手権ではグレコローマンの46kg級に出場して9位だった。自由ヶ丘学園高校2年の時にはインターハイのフリースタイル51kg級で優勝すると、全国高校生グレコローマン選手権の51kg級でも優勝した。3年の時にはインターハイのフリースタイル55kg級で2位だったが、全国高校生グレコローマン選手権の55kg級で優勝した。全日本選手権では2位になった。2020年には拓殖大学へ進むと、1年の時には全日本選手権で2位になった。2年の時にはアジア選手権で優勝すると、全日本選手権でも優勝を果たした。3年の時にはアジア選手権で2連覇するも、全日本選抜選手権では決勝で世界チャンピオンである日体大4年の松井謙に敗れて2位だった。しかし、世界選手権代表を懸けたプレーオフで松井を破って代表に選ばれた。世界選手権では準決勝でアゼルバイジャンの選手に敗れるも、3位決定戦でアメリカの選手を破って銅メダルを獲得した。

## 主な戦績
- 2009年 - 2013年 - 全国少年少女レスリング選手権大会 5連覇
- 2016年 -　全国中学選抜選手権　3位(フリースタイル53kg級)
- 2016年 -　世界カデット選手権　9位(46kg級)
- 2018年 -　インターハイ　優勝(フリースタイル51kg級)
- 2018年 -　全国高校生グレコローマン選手権　優勝(51kg級)
- 2019年 -　インターハイ　2位(フリースタイル55kg級)
- 2019年 -　全国高校生グレコローマン選手権　優勝(55kg級)
- 2019年 -　全日本選手権　2位
- 2020年 -　全日本大学グレコローマン選手権　優勝
- 2020年 -　全日本選手権　2位
- 2021年 -　アジア選手権　優勝
- 2021年 -　全日本大学グレコローマン選手権　優勝
- 2021年 -　全日本学生選手権　2位(60kg級)
- 2021年 -　全日本大学レスリング選手権　2位(フリースタイル57kg級)
- 2021年 -　全日本選手権　優勝
- 2022年 -　アジア選手権　優勝
- 2022年 -　全日本選抜選手権　2位
- 2022年 -　ピトラシンスキ国際大会　優勝
- 2022年 -　世界選手権　3位

（出典）